# 제이크 리차드슨
제이크 리차드슨(Jake Richardson, 1985년 2월 20일 ~ )은 미국의 배우, 텔레비전 배우, 영화배우이다.
밴나이즈에서 태어났다.

## 방송
- 더 부스

## 영화
- 패밀리 트리 (2010년) - 로이 역
- 점원들 2 (2006년) - 10대 1 역
- 인베이젼 (2005년)
- 행맨의 커스 (2003년)
- 나우 유 노우 (2002년) - 테디 역
- 복사의 위험한 삶 (2002년)
- 제이 앤 사일런트 밥 (2001년)
- 리치 리치 2 (1998년) - 레지 반 도그 역
- 아빠가 줄었어요 (1997년)
- 한 지붕 한 가족 (1995년)
- 쥬니어는 문제아 3 (1995년)